# Laperrière-sur-Saône
Laperrière-sur-Saône ist eine französische Gemeinde mit 429 Einwohnern (Stand: 1. Januar 2022) im Département Côte-d’Or in der Region Bourgogne-Franche-Comté. Sie gehört zum Kanton Brazey-en-Plaine und zum Arrondissement Beaune.
Nachbargemeinden sind Les Maillys im Norden, Saint-Seine-en-Bâche im Osten, Samerey im Süden und Saint-Symphorien-sur-Saône im Westen.

## Bevölkerungsentwicklung
| Jahr                       | 1962 | 1968 | 1975 | 1982 | 1990 | 1999 | 2008 | 2015 |
| -------------------------- | ---- | ---- | ---- | ---- | ---- | ---- | ---- | ---- |
| Einwohner                  | 303  | 267  | 239  | 273  | 325  | 301  | 412  | 425  |
| Quellen: Cassini und INSEE |      |      |      |      |      |      |      |      |

## Sehenswürdigkeiten
- Kirche Sainte-Marie-Madeleine